# Natissa
La Natissa (Natisse in friulano standard, Natissa in friulano centro-orientale) è il fiume che attraversa Aquileia.
La Natissa (di genere maschile nell'uso locale) nasce ai confini fra Aquileia e Terzo di Aquileia, in località Roncùs, zona ricca di risorgive.
Dopo aver attraversato il centro abitato di Aquileia, la Natissa riceve le acque del fiume Terzo in località Ponte delle Vergini, per poi sfociare nella laguna di Grado, dopo circa tre chilometri.
la Natissa è una via navigabile di seconda classe, che permette a natanti con pescaggio minore di un metro il collegamento di Aquileia e Terzo di Aquileia con la laguna ed il mare.
In epoca romana, quando Aquileia era un porto di notevole importanza, nella Natissa confluivano le acque del Natisone e del Torre, rendendolo largo 48 metri.
La sponda sinistra nel tratto che attraversa il centro di Aquileia è stata rifatta e messa in sicurezza: i lavori sono terminati nel 2009. Gli analoghi lavori per la sponda destra sono in corso nel 2022/2023.